# Celtic Woman (musikalbum)
Celtic Woman är ett studioalbum av Celtic Woman. Albumet släpptes den 1 mars 2005. Det sålde guld i augusti 2005 (över 500 000 exemplar) och platina i december 2006 (över 1 000 000), enligt RIAA.

## Låtlista
| Nr  | Titel                                                       | Vokalist(er)                                                               | Längd |
| --- | ----------------------------------------------------------- | -------------------------------------------------------------------------- | ----- |
| 1.  | Last Rose of Summer (Intro) / Walking in the Air            | Chloë Agnew                                                                | 04:22 |
| 2.  | May It Be                                                   | Lisa Kelly                                                                 | 03:47 |
| 3.  | Isle of Inisfree                                            | Órla Fallon (harpa av Órla Fallon)                                         | 03:28 |
| 4.  | Danny Boy                                                   | Méav Ní Mhaolchatha                                                        | 03:26 |
| 5.  | One World                                                   | Chloë Agnew, Órla Fallon, Lisa Kelly, Méav Ní Mhaolchatha                  | 03:50 |
| 6.  | Ave Maria                                                   | Chloë Agnew (harpa av Andrea Malir)                                        | 02:56 |
| 7.  | Send Me a Song                                              | Lisa Kelly                                                                 | 04:23 |
| 8.  | Siúil A Rún (Walk My Love)                                  | Órla Fallon                                                                | 03:17 |
| 9.  | Orinoco Flow                                                | Órla Fallon, Lisa Kelly, Méav Ní Mhaolchatha                               | 03:32 |
| 10. | Someday                                                     | Chloë Agnew                                                                | 04:22 |
| 11. | She Moved Thru' the Fair                                    | Méav Ní Mhaolchatha                                                        | 03:31 |
| 12. | Nella Fantasia                                              | Chloë Agnew                                                                | 03:42 |
| 13. | The Butterfly                                               | Máiréad Nesbitt                                                            | 03:02 |
| 14. | Harry's Game                                                | Órla Fallon                                                                | 02:32 |
| 15. | The Soft Goodbye                                            | Chloë Agnew, Lisa Kelly, Méav Ní Mhaolchatha                               | 03:59 |
| 16. | You Raise Me Up                                             | Chloë Agnew, Órla Fallon, Lisa Kelly, Máiréad Nesbitt, Méav Ní Mhaolchatha | 04:34 |
| 17. | The Ashoken Farewell / The Contradiction (Bonus Live Track) | Máiréad Nesbitt                                                            | 04:10 |
| 18. | Sí Do Mhaimeo í (The Wealthy Window) (Bonus Live Track)     | Máiréad Nesbitt, Méav Ní Mhaolchatha                                       | 02:13 |
| 19. | Jesu Joy of Man's Desiring (Only on the Live Concert)       | Chloe Agnew, Orla Fallon, Meav Ni Mhaolchatha, Mairead Nesbitt             | N/A   |

## Listplaceringar
- Billboard Top World Music Albums - 1 (2005)